# Oikos
Oikos (Acta Oecologica Scandinavica) — международный научный журнал, посвящённый проблемам экологии. Основан в 1949 году.

## История
Журнал был основан в 1949 году группой экологов скандинавских стран (Дания, Исландия, Норвегия, Финляндия, Швеция). Ранее выходил под названием Acta Oecologica Scandinavica. Публикуется издательством Wiley-Blackwell (Denmark) совместно с обществом Nordic Society Oikos (Nordic Ecological Society). Редакция находится в Швеции (Dept of Ecology, Lund Univ., Ecology Building, SE-223 62 Lund, Sweden). 
Уровень цитирования журнала (impact factor): 3.147 (2009), что ставит его на №34 из 127 в категории Ecology.
В 2011 году вышел 120-й том.
- Главные редакторы:
  - 2010 Tim Benton, Лидс
  - 2004—2010 Per Lundberg, Лунд
  - 1989—2004 Nils Malmer, Лунд
  - 1965—1989 Per Brinck, Лунд
  - 1949—1965 Christian Overgaard Nielsen, Копенгаген

## Тематика
- прикладная экология
- экофизиология
- поведенческая экология
- экология сообществ
- экосистемная экология
- эволюционная биология
- функциональная экология
- популяционная экология
- экосистемная экология

## ISSN
- ISSN: 0030-1299 (print)
- ISSN: 1600-0706 (online)